# یوشیماسا هوسویا
یوشیماسا هوسویا (انگلیسی: Yoshimasa Hosoya; ۱۰ فوریهٔ ۱۹۸۲ – ) صداپیشه، بازیگر، و خواننده اهل ژاپن بود. وی از سال ۲۰۰۴ میلادی تاکنون مشغول فعالیت بوده‌است.
از فیلم‌ها یا برنامه‌های تلویزیونی که وی در آن نقش داشته‌است می‌توان به امپراتوری اجساد اشاره کرد.